# Jude Terry
Kontradmirál Judith Helen „Jude“ Terry (* 1974 Jersey) je britská vojákyně, první žena povýšená do admirálské hodnosti v Britském královském námořnictvu.

## Život
Narodila se roku 1974 na ostrově Jersey. Roku 1997 dokončila studium na University of Dundee. Roku 2009 se provdala za námořního důstojníka Noela Charltona. Jejím domovem zůstává ostrov Jersey.
V roce 1997 se stala příslušnicí královského námořnictva. Nejprve sloužila na hydrografické výzkumné lodi HMS Scott (H131) a poté řídila logistiku na vrtulníkové výsadkové lodi HMS Ocean (L12). Tři roky sloužila ve Stálém společném ústředí (Permanent Joint Headquarters, PJH), řídícím zahraniční vojenské operace všech složek britských ozbrojených sil. Podílela se na potlačení epidemie eboly v Sierra Leone v letech 2014–2015 a stažení britských bojových sil z Afghánistánu, spojené se zrušením základen v Laškargáhu a v Kandaháru. Za úspěšnou službu v PJH jí byl roku 2017 udělen Řád britského impéria, předaný Princem Williamem, vévodou z Cambridge.
V lednu 2022 byla povýšena do funkce kontradmirála a ve vedení královského námořnictva řídí nábor a výcvik personálu.